# (6294) Czerny
(6294) Czerny ist ein Asteroid des Hauptgürtels, der am 11. Februar 1988 von dem belgischen Astronomen Eric Walter Elst am La-Silla-Observatorium (IAU-Code 809) der Europäischen Südsternwarte in Chile entdeckt wurde.
Der Himmelskörper wurde nach dem österreichischen Komponisten, Pianisten und Klavierpädagogen Carl Czerny (1791–1857) benannt, der als Schüler Ludwig van Beethovens das gesamte Klavierwerk seines Lehrers mit 17 Jahren auswendig spielen konnte und über 1.000 Kompositionen schrieb und dessen „Schule der Geläufigkeit“ (Op. 299) und die „Kunst der Fingerfertigkeit“ (Op. 740) bis heute im Unterricht verwendet werden.